# آلکسی آلمانوف
آلکسی آلمانوف (روسی: Алексей Александрович Алеманов؛ زادهٔ ۱۰ اکتبر ۱۹۷۷) بازیکن فوتبال اهل روسیه است. 
از باشگاه‌هایی که در آن بازی کرده‌است می‌توان به باشگاه فوتبال کازانکا مسکو اشاره کرد.